# Harald Bruhn
Harald Bruhn (* 27. November 1841 in Schleswig; † 9. August 1900 in Braunschweig) war ein deutscher Verleger.

## Leben und Wirken
Harald Bruhn wurde am 27. November 1841 in Schleswig als Sohn des Verlegers Moritz Bruhn geboren. Über seine Ausbildung ist bisher nichts bekannt. Mit 25 Jahren gründete Bruhn 1866 seinen eigenen Verlag in der Dammstraße Nr. 217 in Braunschweig (Bruhn´s Verlag). Zusätzlich übernahm er 1869 die Buchdruckerei seines Vaters und erwarb 1870 die Leibrock´sche Hofbuchhandlung. Zum 1. Januar 1872 nahm ihn sein Vater dann als Teilhaber in den Verlag C. A. Schwetschke & Sohn auf. Ab 1. Mai 1876 war Bruhn Alleininhaber und verkaufte den Verlag neun Jahre später, am 1. Juli 1885, an die Braunschweiger Buchhändler Wiegandt und Eugen Appelhans. Einige Verlagsrechte behielt er beim Verkauf zurück und überführte sie in Bruhn´s Verlag. Am 9. August 1900 beging Harald Bruhn Selbstmord durch einen Herzschuss im eigenen Bett.
Harald Bruhn verlegte neben Ratgebern und Schulbüchern vor allem Werke aus den Bereichen Medizin und Naturwissenschaften. Dazu zählten z. B. die von Wilhelm Julius Behrens (1854–1903) herausgegebene Zeitschrift für wissenschaftliche Mikroskopie und für mikroskopische Technik, Paul Clemens von Baumgartens Lehrbuch der pathologischen Mykologie (1890) sowie das Lehrbuch der Mikrophotographie von Richard Neuhauss (1890, 2. Auflage 1898) und Wilhelm Borchers Fachbuch Elektro-Metallurgie: Die Gewinnung der Metalle unter Vermittlung des elektrischen Stroms (1891, 2. Auflage 1896).
Von regionalem Interesse ist das Manuskriptangebot des aus Ohrum bei Wolfenbüttel gebürtigen Bibliothekars Eduard Bodemann (1827–1906), der 1876 ein Lebensbild des Herzogs Julius von Braunschweig veröffentlichen wollte. Im Jahr 1884 korrespondierte Bruhn mit dem Stadtarchivar Ludwig Hänselmann über die Planungen für das Buch Gedenktage aus der braunschweigischen Geschichte, das Zusammenstellungen berühmter Braunschweiger enthalten sollte. Beide Buchprojekte wurden letztendlich aber nicht verwirklicht.